# اس‌ام‌اس کایسه‌رین الیزابت

اس ام اس کایسه‌رین الیزابت

اس ام اس کایسه‌رین الیزابت (انگلیسی: SMS Kaiserin Elisabeth) یک ناو کلاس ۱ کایزر فرانس ژوزف متعلق به اتریش-مجارستان بود.